# Déols
 Déols  es una población y comuna francesa, en la región de  Centro, departamento de Indre, en el distrito de Châteauroux y cantón de Châteauroux-Est.

## Demografía
| 1 424                     | 1 515 | 1 561 | 1 759 | 2 113 | 2 280 | 2 344 | 2 507 | 2 575 | 2 355 | 2 415 | 2 564 | 2 564 | 2 650 | 2 757 | 2 773 | 2 657 | 2 665 | 2 737 | 2 681 | 2 760 | 3 275 | 3 042 | 3 616 | 3 617 | 3 863 | 4 453 | 6 340 | 4 834 | 8 431 | 7 639 | 7 875 | 8 089 | 8 734 |
| (Fuente: INSEE y Cassini) |       |       |       |       |       |       |       |       |       |       |       |       |       |       |       |       |       |       |       |       |       |       |       |       |       |       |       |       |       |       |       |       |       |

## Personajes ilustres
- Pierre Sébastien Guersant nacido en Deols el año 1789[7] y fallecido en París en 1853.